# باباباغي
باباباغي هي قرية في مقاطعة تبريز، إيران. عدد سكان هذه القرية هو 409 في سنة 2006.